# Brasiliorchis ubatubana
Brasiliorchis ubatubana är en orkidéart som först beskrevs av Frederico Carlos Hoehne, och fick sitt nu gällande namn av R.B.Singer, S.Koehler och Germán Carnevali. Brasiliorchis ubatubana ingår i släktet Brasiliorchis och familjen orkidéer. Inga underarter finns listade i Catalogue of Life.